# Шаймурзино (Батиревський район)
Шайму́рзино (рос. Шаймурзино, чув. Çĕньял) — присілок у складі Батиревського району Чувашії, Росія. Адміністративний центр Шаймурзинського сільського поселення.
Населення — 754 особи (2010; 944 у 2002).
Національний склад:
- чуваші — 99 %